# Aiviekste
Aiviekste er en flod i Letland. Den begynder ved Lubāns-søen (den største sø i Letland) og løber ud i Daugava (den største flod i Letland). Aiviekste er den største biflod til Daugava i Letland. Aiviekste danner sammen med Pededze den uofficielle grænse mellem to historiske lettiske regioner Vidzeme og Latgale, selvom den administrative grænse var lidt anderledes. Floden er 114 kilometer lang, med en årlig vandmængde på 1,81 km³. Aiviekste er omkring 10-12 tusinde år gammel, dannet omkring slutningen af sidste istid. Næsten en fjerdedel af flodens løb er ureguleret, men det meste af floden er udgravet.

## Flodens løb
Aiviekste løber fra den nordlige ende af Lubāns-søen, hvor den laver en bred halvcirkel hvor den drejer mod sydvest. På denne del har den det mindste fald, og her modtager Aiviekste de største bifloder Pededze, Bolupe og Iča. Ydermere blev den rettet ud og uddybet på en 83 km lang strækning. I den nederste del løber Aiviekste gennem et let kuperet område. Der er flere øer, sandbanker og omkring 15 stentærskler i den del af floden. Det lille Aiviekste vandkraftværk (1,4 MW)  blev bygget på en af øgrupperne. Efter opførelsen af Pļaviņu vandkraftværk er den nedre ende af Aiviekste oversvømmet med et reservoir. Den løber gennem byerne Lubāna og Pļaviņas hvor den munder ud i Daugava. I nærheden af Krievciems er der et dolomitbrud.
Floden samler hovedsageligt vand fra det østlettiske lavland (lettisk: Austrumlatvijas zemiene). 25% af arealet af Aiviekste-bassinet er dækket af skove, 15% - af moser. Der er mange våde enge og store sumpe i bassinet. Aiviekste er rig på fisk.For at forhindre tilbageløb til Lubāns-søen er den flere steder reguleret af sluser og kanaler. Aiviekste-flodsletten i den midterste del af floden, er et naturreservat som er levested for fugle og hjemsted for sjældne planter.

## Bifloder
- Venstre side: Zvidze, Isliena, Abaine
- Højre side: Iča, Piestiņa, Pededze, Liede, Kuja, Svētupe, Arona, Veseta